# Cephalotes guayaki
Cephalotes guayaki é uma espécie de inseto do gênero Cephalotes, pertencente à família Formicidae.